# 데이비드 사르노프

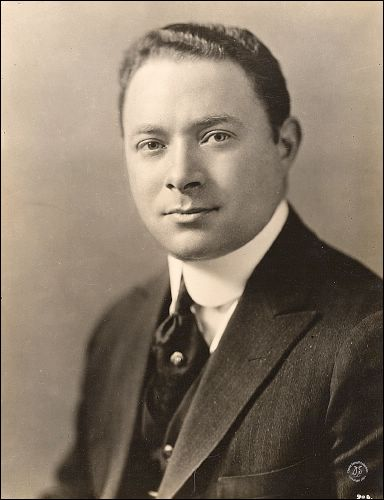

데이비드 사르노프(David Sarnoff, 1891년 2월 27일 ~ 1971년 12월 12일)는 러시아 태생 미국의 텔레비전, 라디오 방송 사업의 개척자로 NBC 회장, RCA 회장 자리에 취임하였다. 민스크 근처 Uzlyany라는 곳에서 출생하였고, 1900년에 뉴욕으로 이민하였다. 전신기사로 일하다가, 1912년 4월 타이타닉 침몰 때 SOS를 최초로 포착하였다. 1919년 RCA가 창립되었을 때에 영업부장으로서 참가하였고, 1921년에는 총지배인이 되었다. 1926년에도 NBC가 설립되었을 때도 회장으로 선임되어, 1930년 취임하였다.
미국의 사업가이며 미국 라디오 텔레비전의 개척자이다. 그의 전체 직업을 통해서, 1919년 설립이후, 1970년에 그가 은퇴하기까지 다양한 능력에서 미 라디오협협(RCA)을 이끌었다. 그는 세계에서 가장 큰 회사들 중에 하나이고, RCA와 NBC을 포함했던 성장하는 원거리 통신과 소비자 전자(가전제품) 제국을 지배했다. 1945년 시그널 군대의 예비역 준장으로 명명되었고, 나중에는 The General(장군)으로 폭넓게 알려졌다. 사노프는 방송 네트워크에 가치가 수많은 시청자들에게 비중을 차지한다라는 사노프 법으로 입증되었다.

## 같이 보기
- 메칼프의 법칙